# Mu Indi
Mu Indi (12 Indi) é uma estrela na direção da constelação de Indus. Possui uma ascensão reta de 21h 05m 14.23s e uma declinação de −54° 43′ 37.0″. Sua magnitude aparente é igual a 5.17. Considerando sua distância de 349 anos-luz em relação à Terra, sua magnitude absoluta é igual a 0.02. Pertence à classe espectral K2III.